# Rita Calderoni

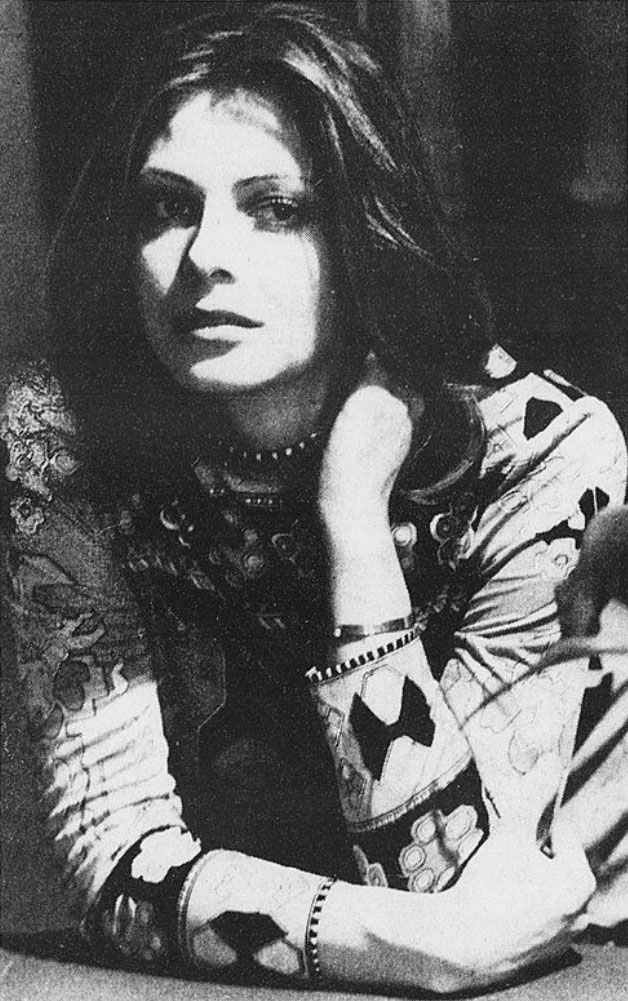
Rita Calderoni, circa 1972

Rita Calderoni (* 22. Februar 1951 in Rossiglione) ist eine ehemalige italienische Schauspielerin.

## Leben
Calderoni besuchte rund fünf Jahre lang in Genua Unterricht in klassischem Tanz, siedelte mit ihrer Familie aus Beschäftigungsgründen nach Udine über und wurde dort zu einer Säule des Frauen-Basketballteams der Stadt. Ihr schauspielerisches Debüt feierte sie 1967 in einem nicht veröffentlichten Film ihres Entdeckers Sergio Pastore und spielte bis 1979 in mehr als dreißig Filmen. Neben höchstens zweitklassigen und niedrig budgetierten Werken (dabei mehrmals unter Renato Polselli, von Luigi Batzella oder Amasi Damiani) wurde Calderoni auch von einigen der wichtigsten Regisseure engagiert. Sie spielte unter Elio Petri, Ettore Scola und Eriprando Visconti. So wurde sie zwar nie einem breiteren Publikum bekannt, konnte sich im Laufe der Jahre jedoch den Status eines Kult-Stars erwerben. Von 1973 an war sie für einige Zeit mit Giancarlo Callarà verheiratet. Bei einigen Filmen wurde sie unter dem Pseudonym Rita Caldanà geführt. 1979 beendete sie ihre Karriere, auch wenn einige Filme erst später veröffentlicht wurden.

## Filmografie (Auswahl)
- 1967: Omicidio a sangue freddo (nie gezeigt)
- 1968: Das verfluchte Haus (Un tranquillo posto di campagna)
- 1969: Schulmädchen lieben heiß (Oh dolci baci e languide carezze)
- 1969: Die Nonne von Monza (La monaca di Monza)
- 1971: Das Lusthaus teuflischer Begierden (La verità seconda Satana)
- 1972: Allein gegen das Gesetz (Il vero e il falso)
- 1972: Das Grauen kommt nachts (Delirio caldo)
- 1973: Le guerriere dal seno nudo
- 1975: Der Richter und sein Henker
- 1983: Amori morbosi di una contesina